# Carlos Forest (hijo)
Carlos Forest (n. Buenos Aires, noviembre de 1821 - septiembre de  1886) fue un militar argentino que participó en las guerras civiles argentinas y en las campañas previas a la Conquista del Desierto.

## Biografía
Era hijo del coronel de la independencia del mismo nombre. En su juventud vivió en el campo de su padre, en San Antonio de Areco.
En 1840 emigró al Uruguay, y poco después se incorporó al ejército del general Juan Lavalle, a cuyas órdenes participó en las batallas de Don Cristóbal, Sauce Grande, Quebracho Herrado y Sancala. En 1841 se incorporó al ejército con el que Lamadrid hizo la campaña de Cuyo y combatió en la batalla de Rodeo del Medio.
Estuvo diez años exiliado en Chile, donde se casó con una joven chilena. Regresó a Montevideo en 1851, para incorporarse al Ejército Grande de Urquiza como oficial del regimiento de Pedro Aquino. Por una casualidad se salvó de la matanza de oficiales que hicieron sus soldados para regresar a las fuerzas de Juan Manuel de Rosas. Combatió como auxiliar en la batalla de Caseros.
Se incorporó al ejército del Estado de  Buenos Aires después de la revolución del 11 de septiembre de 1852 y luchó contra el sitio de Buenos Aires por parte de los federales. Más tarde fue comandante de una compañía de serenos y vigilantes. En 1854 participó en la lucha contra la primera invasión del general Jerónimo Costa, y dos años más tarde participó en la matanza de Villamayor, en que fueron asesinados el general Costa y todos sus oficiales. Por diez años fue comandante de un escuadrón de milicias.
Pidió la baja en 1864 y se retiró a su campo del pago de Areco. Cuatro años más tarde se reincorporó al Ejército Argentino, y prestó servicios en la frontera con los indígenas. Al año siguiente fue ascendido a teniente coronel de caballería de línea. Desde 1870 a 1873 fue juez de paz de los Corrales, cerca de Buenos Aires, y luego comisario de guerra del ejército de fronteras. En 1876 participó en la campaña de Adolfo Alsina contra los indígenas como segundo del coronel Marcelino Freyre. Participó en la Conquista del Desierto organizada por Julio Argentino Roca y a su regreso fue ascendido a coronel.
En 1880 se unió a la revolución porteña de Tejedor contra el gobierno nacional de Nicolás Avellaneda, y participó en los combates de Puente Alsina y Corrales. Al ser derrotada la revolución, fue dado de baja del ejército.
Falleció en Buenos Aires en septiembre de 1886.